# Prima Divisione Gruppo A 2010-2011 (Emirati Arabi Uniti)
La UAE Division 1 Group A 2010-2011 è la 37ª edizione della seconda divisione nazionale per club degli Emirati Arabi Uniti.
Alla competizione prenderanno parte nuovamente 8 squadre le prime due vengono promosse in UAE Pro-League mentre l'ultima viene retrocessa in UAE Division 1 Group B.

## Squadre
- Al-Uruba
- Al Thaid
- Al-Khaleej
- Fujairah
- Emirates
- Dibba Al-Fujairah
- Al-Shaab
- Ajman

## Classifica
|  | Pos. | Squadra           | Pt | G  | V  | N | P  | GF | GS | DR  |
|  | ---- | ----------------- | -- | -- | -- | - | -- | -- | -- | --- |
|  | 1.   | Ajman             | 40 | 21 | 12 | 4 | 5  | 48 | 29 | +19 |
|  | 2.   | Emirates          | 37 | 21 | 11 | 4 | 6  | 44 | 31 | +13 |
|  | 3.   | Dibba Al-Fujairah | 32 | 21 | 9  | 5 | 7  | 36 | 29 | +7  |
|  | 4.   | Al-Uruba          | 31 | 21 | 8  | 7 | 6  | 23 | 23 | 0   |
|  | 5.   | Fujairah          | 31 | 21 | 9  | 4 | 8  | 25 | 31 | -6  |
|  | 6.   | Al-Khaleej        | 28 | 21 | 8  | 4 | 9  | 41 | 44 | -3  |
|  | 7.   | Al-Shaab          | 25 | 21 | 6  | 7 | 8  | 27 | 33 | -6  |
|  | 8.   | Al Thaid          | 9  | 21 | 2  | 3 | 16 | 16 | 40 | -24 |

Legenda:

      Promosse in UAE Pro-League 2011-2012

      Retrocessa in  UAE Division 1 Group B 2011-2012

Note:
Tre punti a vittoria, uno a pareggio, zero a sconfitta.